# Johannes Hørring
Johannes Hørring (1. marts 1874 i København – 21. december 1954) var en dansk jurist, politiker og ordensskatmester.
Han var søn af konseilspræsident, gehejmeetatsråd og ordensskatmester Hugo Egmont Hørring og hustru Vilhelmine f. Møller (død 1874), blev student fra Metropolitanskolen 1891 og cand. jur. 1897. Dernæst var Hørring fuldmægtig hos højesteretsadvokat Nellemann 1897-1902, assistent i Indenrigsministeriet 1898, retskyndig registrator ved Registrerings-og Skibsmaalings-Bureauet 1906, blev assessor i Landsoverretten for Nørrejylland 1913 og efter retsreformen dommer i Vestre Landsret 1919. 
I 1922 blev Hørring desuden borgmester i Viborg, hvor han afløste Christian Fischer Jensen, der døde i embedet. Johannes Hørring var borgmester for den midtjyske by i 10 år, indtil han i 1932 blev udpeget som præsident for Vestre Landsret. Her sad han indtil sin pensionering i 1944, hvorpå han blev udnævnt til ordensskatmester i Ordenskapitlet.
Johannes Hørring var tillige formand i Likvidationskomitéen for A/S Skive Bank 1929-34, revisor ved H.M. Kongens Civilliste og ved H.M. Dronning Alexandrines Chatolkasse, formand i bestyrelsen for Enkefru Dorothea Stages Legat foi Enker og ugifte Piger, formand i Bestyrelsen for Viborg Lokalforening under Landsforeningen til Kræftens Bekæmpelse, medlem af bestyrelsen for Den Danske Dommerforening 1918-43 (næstformand 1925-43) og af Retsplejeudvalget 1932-44.
Hørring var gift med Elise Hørring (f. Müller) (1873-1936). De er begge begravet på Viborg Kirkegård.